# Pola Braun
Pola Braun, właśc. Paulina Braun (ur. 1910 lub później w Warszawie, zm. 3 listopada 1943) – polska poetka i kompozytorka żydowskiego pochodzenia, autorka tekstów kabaretowych i piosenek.

## Życiorys
Data urodzenia Braun nie jest znana. W zależności od źródeł, urodziła się w 1910 roku lub później, ok. 1915 roku, w Warszawie.
Przed wojną pracowała w redakcji „Szpilek” oraz występowała w kabaretach. Pisała po polsku i w jidysz, choć rzadziej w tym drugim języku. Podczas II wojny światowej znalazła się w getcie warszawskim, gdzie rozwinęła działalność artystyczną, pisząc poezję i teksty piosenek, a także komponując. Występowała w teatrze Femina i w kawiarni „Sztuka”, śpiewając własne utwory i grając na fortepianie, dzieląc scenę z m.in. Władysławem Szlenglem, Stefanią Ney czy Władysławem Szpilmanem. Współpracowała z Wierą Gran i Dianą Blumenfeld, dla których pisała piosenki śpiewane później w getcie. Do jej najbardziej znanych piosenek należą Curik ahejm (Powrót do domu) opisująca historie wygnanych Żydów z całej Polski, Hot rachmones (Zmiłujcie się) i A chołem (Sen). Wraz z Władysławem Szlenglem pisała teksty do Żywego dziennika – kabaretu błyskotliwie opisującego życie w getcie.
Dzięki przydziale pracy w zakładzie produkcyjnym latem 1942 roku uniknęła wywózki do obozu zagłady w Treblince. Na przełomie kwietnia i maja 1943 roku została wywieziona do obozu koncentracyjnego na Majdanku. W obozie skomponowała piosenkę pt. Przeprowadzka, której tekst zachował się w pamięci polskich więźniarek, które zostały później przeniesione do obozów Auschwitz-Birkenau i Ravensbrück. Uczestniczyła w życiu kulturalnym i konspiracyjnym obozu. Została zamordowana 3 listopada 1943 roku.